# Harmsen van der Beek
Pour les articles homonymes, voir Van der Beek.
Harmsen van der Beek - également appelé Harmsen van Beek ou seulement Beek - est un illustrateur et dessinateur de bandes dessinées néerlandais né le 8 octobre 1897 à Amsterdam  et mort le 24 juillet 1953 à Blaricum.
Il est connu internationalement comme l'illustrateur originel de la série de littérature enfantine Oui-Oui (Noddy) de Enid Blyton.

## Biographie
Son père était pharmacien à Amsterdam. Enfant, il aurait vendu dans les rues, avec son frère Hein, des cartes postales qu'il dessinait. Eelco a suivi les cours de la Rijksakademie School of Art d'Amsterdam de 1916 à 1918 et a ensuite commencé un travail d'illustrateur commercial, ainsi que pour des journaux et magazines. Un des premiers livres qu'il a illustré fut De Driewenschen, de Jac van der Klei, en 1920.
Il a notamment collaboré avec son épouse l'illustratrice Freddie Langeler (Amsterdam, 4 avril 1899 - Laren, 18 mars 1948), jusqu'à la mort de celle-ci. Ils sont les parents de la poétesse néerlandaise Fritzi Harmsen van Beek (nl) (Blaricum, 28 juin 1927 – Groningen, 4 avril 2009).

### Flipje van Tieletcomicspublicitaires
Flipje est une bande dessinée publicitaire créée pour l'entreprise de salaisons De Betuwe, à la demande de celle-ci. Tielsch Flipje est un petit garçon avec un corps fait de groseilles (Flipje, het Fruitbaasje van Tiel). Beek a rompu son association avec l'entreprise peu avant sa mort, face au refus de celle-ci de distribuer son personnage en Angleterre.
Avec sa femme, il a aussi créé les aventures de Kootje et Pietje (De Avonturen van Pietje Pluk en Kootje Kwak), deux lapins, pour une compagnie d'électricité (Geldersche Electriciteits Maatschappij)[réf. souhaitée].

### Oui-Oui
Il aurait contacté lui-même l'éditeur londonien Sampson Low & Cie à la fin des années 1940 et fait ensuite le voyage depuis Amsterdam pour rencontrer Blyton à la demande de celle-ci. Ses illustrations étaient signées Beek. On lui prête l'intention de créer un Mickey Mouse européen. À sa mort, son assistant, Peter Wienk a continué à travailler à cette série pendant plusieurs années.